# Familia real griega
La familia real griega es una dinastía real que gobernó Grecia de 1832 a 1973 con varios interregnos, causados por algunas invasiones o golpes de estado.
El último heredero a la corona, Constantino II, murió el 10 de enero de 2023, a la edad de 82 años. Actualmente, una de las figuras principales dentro de la dinastía es Pablo de Grecia, primo de Felipe VI y Federico X de Dinamarca, por lo que tiene una gran conexión con las demás casas reales europeas.

## Composición actual de la Familia Real Griega
Actuales miembros de la familia real griega:

### Familia real
- S.A.R. el príncipe heredero Pablo de Grecia (Jefe de la casa real)
S.A.R. la princesa heredera María de Grecia (Consorte del jefe de la casa real).
  - S.A.R. la princesa Olimpia de Grecia (Hija del príncipe heredero).
  - S.A.R. el príncipe Constantino de Grecia (Hijo del príncipe heredero).
  - S.A.R. el príncipe Aquiles de Grecia (Hijo del príncipe heredero).
  - S.A.R. el príncipe Odiseo de Grecia (Hijo del príncipe heredero).
  - S.A.R. el príncipe Arístides de Grecia (Hijo del príncipe heredero).

- S.M. la reina Ana María de Grecia (Última reina de los helenos, madre del príncipe heredero).
  - S.A.R. la princesa Alexia de Grecia (Hermana del príncipe heredero).
  - S.A.R. el príncipe Nicolás de Grecia (Hermano del príncipe heredero).
  - S.A.R. el príncipe Felipe de Grecia (Hermano del príncipe heredero) 
S.A.R. la princesa Nina de Grecia (Cuñada del príncipe heredero).
  - S.A.R. la princesa Teodora de Grecia (Hermana del príncipe heredero).

- S.M. la reina Sofía de España (Tía del príncipe heredero ).
- S.A.R. la princesa Irene de Grecia (Tía del príncipe heredero).
- Marina Karella (Tía abuela segunda del príncipe heredero).
  - S.A. la princesa Alejandra de Grecia (Tía tercera del príncipe heredero).
  - S.A.R. la princesa Olga, duquesa de Aosta (Tía tercera del príncipe heredero).